# São João do Araguaia
São João do Araguaia este un oraș în Pará (PA), Brazilia.